# 24084 Teresaswiger
24084 Teresaswiger este un asteroid din centura principală de asteroizi.

## Descriere
24084 Teresaswiger este un asteroid din centura principală de asteroizi. A fost descoperit pe 10 octombrie 1999 la Socorro, New Mexico, în cadrul proiectului LINEAR. Asteroidul prezintă o orbită caracterizată de o semiaxă mare de 2,21 ua, o excentricitate de 0,12 și o înclinație de 6,6° în raport cu ecliptica.